# کاری اسلایند
کاری اسلایند (انگلیسی: Kari Øyre Slind؛ زادهٔ ۲۲ اکتبر ۱۹۹۱) اسکی‌باز صحرانوردی اهل نروژ است.